# Marcus Iunianus Iustinus
Marcus Iunianus Iustinus, kortweg Justinus, was een Romeinse historicus, die waarschijnlijk midden 2e eeuw leefde. Enkele geleerden plaatsen hem echter in de 3e of 4e eeuw. Zo pleit Ronald Syme voor een datum rond 390 voor zijn werk.

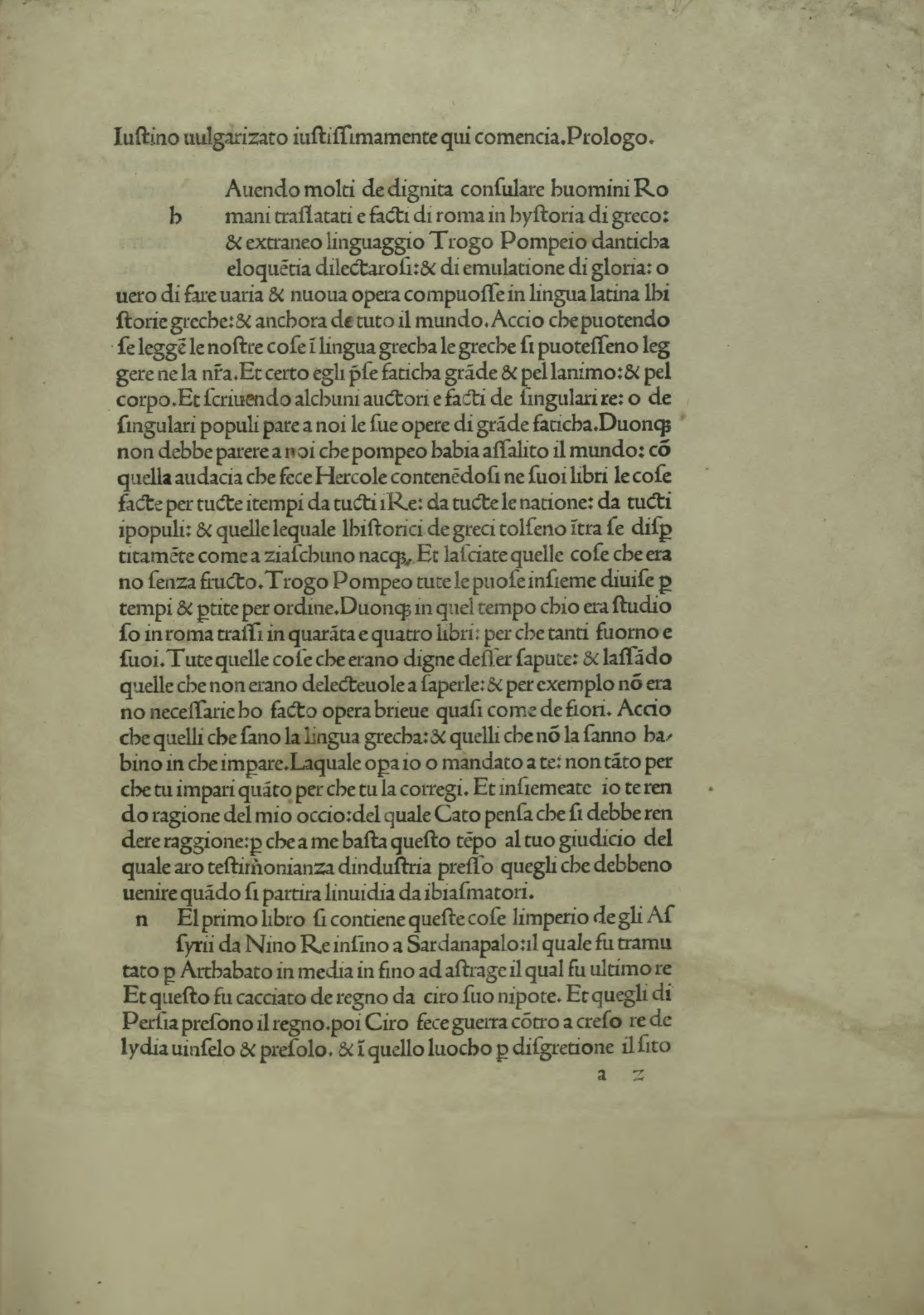
Epitome historiarum Trogi Pompeii

## Werk
Het levensverhaal van Justinus is onbekend. Hij was de auteur van Historiarum Philippicarum T. Pompeii Trogi Libri xliv, een werk dat Justinus zelf in zijn voorwoord omschreef als een verzameling van de belangrijkste en interessantste passages van de uitgebreide Historiae phillippicae et totius mundi origines et terrae situs van Pompeius Trogus uit de tijd van Augustus.
Het werk van Trogus is verloren gegaan, maar de prologi of samenvattingen van de tekst door Plinius de Oudere en anderen zijn bewaard gebleven. Hoewel het hoofdthema bij Trogus de opkomst en val van de Macedonische monarchie is, staat Justinus zichzelf soms een grote vrijheid toe om over bepaalde zaken uit te weiden en schept hierdoor een eerder grillige dan eenduidige bloemlezing van het werk van Trogus.
Toch bevatten zijn Historiarum libri veel waardevolle informatie. De stijl ervan, hoewel verre van perfect, is helder en bij momenten zelfs elegant. Het werk werd in de middeleeuwen veel gebruikt, daar de heidense auteur soms met Justinus de Martelaar werd verward.